# Јасеново (Нова Варош)
Јасеново је насеље у Србији у општини Нова Варош у Златиборском округу. Према попису из 2022. било је 108 становника.
Јасеново је удаљено 19 километара од Нове Вароши. Становници овога села се углавном баве пољопривредом. Ту постоје две фабрике које су се бавиле кожном галантеријом и конфекцијом, међутим од распада бивше СФРЈ ове фабрике не раде.
У Јасенову се налази специјални камп за обуку жандармерије МУП-а Србије.
Овде је живео Милан Миросавић, носилац Карађорђеве звезде са мачевима.

## Демографија
У насељу Јасеново живи 228 пунолетних становника, а просечна старост становништва износи 44,7 година (43,0 код мушкараца и 46,2 код жена). У насељу има 91 домаћинство, а просечан број чланова по домаћинству је 2,99.
Ово насеље је скоро потпуно насељено Србима (према попису из 2002. године), а у последња три пописа, примећен је пад у броју становника.
|  |

| Демографија | Демографија | Демографија |
| Година      | Становника  | Становника  |
| ----------- | ----------- | ----------- |
| 1948.       | 405         |             |
| 1953.       | 482         |             |
| 1961.       | 561         |             |
| 1971.       | 462         |             |
| 1981.       | 445         |             |
| 1991.       | 385         | 385         |
| 2002.       | 272         | 272         |

| Етнички састав према попису из 2002.‍ | Етнички састав према попису из 2002.‍ | Етнички састав према попису из 2002.‍ | Етнички састав према попису из 2002.‍ | Етнички састав према попису из 2002.‍ |
| ------------------------------------ | ------------------------------------ | ------------------------------------ | ------------------------------------ | ------------------------------------ |
|                                      |                                      |                                      |                                      |                                      |
| Срби                                 | Срби                                 |                                      | 270                                  | 99,26%                               |
| Црногорци                            | Црногорци                            |                                      | 1                                    | 0,36%                                |
| непознато                            | непознато                            |                                      | 1                                    | 0,36%                                |

| Година пописа     | 1948. | 1953. | 1961. | 1971. | 1981. | 1991. | 2002. |
| ----------------- | ----- | ----- | ----- | ----- | ----- | ----- | ----- |
| Број домаћинстава | 73    | 79    | 103   | 103   | 118   | 104   | 91    |

| Број чланова      | 1  | 2  | 3  | 4  | 5 | 6 | 7 | 8 | 9 | 10 и више | Просек |
| ----------------- | -- | -- | -- | -- | - | - | - | - | - | --------- | ------ |
| Број домаћинстава | 18 | 23 | 20 | 13 | 9 | 6 | 1 | 1 | 0 | 0         | 2,99   |

| Пол    | Укупно | Неожењен/Неудата | Ожењен/Удата | Удовац/Удовица | Разведен/Разведена | Непознато |
| ------ | ------ | ---------------- | ------------ | -------------- | ------------------ | --------- |
| Мушки  | 110    | 30               | 74           | 6              | 0                  | 0         |
| Женски | 133    | 31               | 75           | 26             | 1                  | 0         |
| УКУПНО | 243    | 61               | 149          | 32             | 1                  | 0         |

| Пол    | Укупно                    | Пољопривреда, лов и шумарство | Рибарство                            | Вађење руде и камена | Прерађивачка индустрија       |
| ------ | ------------------------- | ----------------------------- | ------------------------------------ | -------------------- | ----------------------------- |
| Мушки  | 61                        | 47                            | 0                                    | 0                    | 3                             |
| Женски | 47                        | 25                            | 0                                    | 0                    | 12                            |
| УКУПНО | 108                       | 72                            | 0                                    | 0                    | 15                            |
| Пол    | Производња и снабдевање   | Грађевинарство                | Трговина                             | Хотели и ресторани   | Саобраћај, складиштење и везе |
| Мушки  | 0                         | 2                             | 2                                    | 0                    | 1                             |
| Женски | 0                         | 0                             | 3                                    | 0                    | 1                             |
| УКУПНО | 0                         | 2                             | 5                                    | 0                    | 2                             |
| Пол    | Финансијско посредовање   | Некретнине                    | Државна управа и одбрана             | Образовање           | Здравствени и социјални рад   |
| Мушки  | 0                         | 0                             | 2                                    | 3                    | 1                             |
| Женски | 0                         | 0                             | 0                                    | 3                    | 3                             |
| УКУПНО | 0                         | 0                             | 2                                    | 6                    | 4                             |
| Пол    | Остале услужне активности | Приватна домаћинства          | Екстериторијалне организације и тела | Непознато            | Непознато                     |
| Мушки  | 0                         | 0                             | 0                                    | 0                    | 0                             |
| Женски | 0                         | 0                             | 0                                    | 0                    | 0                             |
| УКУПНО | 0                         | 0                             | 0                                    | 0                    | 0                             |